# Chromadora hentscheli
Chromadora hentscheli är en rundmaskart som beskrevs av Heinrich Micoletzky 1922. Chromadora hentscheli ingår i släktet Chromadora och familjen Chromadoridae. Inga underarter finns listade i Catalogue of Life.